# Anthem (Black Uhuru)
Anthem è un album in studio del gruppo reggae Black Uhuru, pubblicato nel 1984.

## Tracce
1. What Is Life? – 5:42
2. Party Next Door – 3:06
3. Try It – 5:28
4. Black Uhuru Anthem – 5:28
5. Botanical Roots – 4:58
6. Somebody's Watching You – 5:47
7. Bull in the Pen – 5:23
8. Elements